# Albrechtsburg
Die Albrechtsburg auf dem Burgberg in Meißen ist eines der bekanntesten spätgotischen Architekturdenkmäler und gilt als der erste Schlossbau Deutschlands. Ab 1471 ließen die wettinischen Kurfürsten und Herzöge von Sachsen dort an der Stelle einer älteren mittelalterlichen Burg ein Residenzschloss errichten. 1710 zog dort die Meißner Porzellanmanufaktur ein. Nach 1864 erfolgte eine erneute Umgestaltung der Burg und eine Ausmalung zahlreicher Räume mit Historiengemälden. Heute ist die Höhenburg ein geschütztes Kulturgut nach der Haager Konvention und beherbergt eine Dauerausstellung zur wechselvollen Geschichte des Platzes.

## Geschichte
Der Burgberg war bereits von der späten Bronzezeit bis zur Zeit der Germanen besiedelt. Spuren von Befestigungen konnten aber bisher nicht gefunden werden.

### Mittelalterliche Burg
Als König Heinrich I. 929 die sorbische Volksburg Gana zerstört hatte, suchte er nach einem Ort für eine neue Burg. Diesen fand er zwischen der Elbe, der Triebisch und der Meisa. Der emporragende Felsen, auf dem die spätere Burg namens Misni (Meißen) erbaut wurde, eignete sich ausgezeichnet für die Beherrschung des Landes. Wegen ihrer Lage über der Elbe wird die Albrechtsburg auch „sächsische Akropolis“ genannt. Dem Bericht des Chronisten Thietmar von Merseburg ist zu entnehmen, er habe einen bewaldeten Hügel vorgefunden. Die Burg Heinrichs bestand aus einer Anzahl von hölzernen Bauten, die mit einer Holz-Erde-Mauer umgeben waren. Der Name der Burg Misni bezieht sich auf den kleinen Bach Misni (Meisa, siehe Meisatal), der etwas unterhalb des Burgberges in die Elbe mündet.

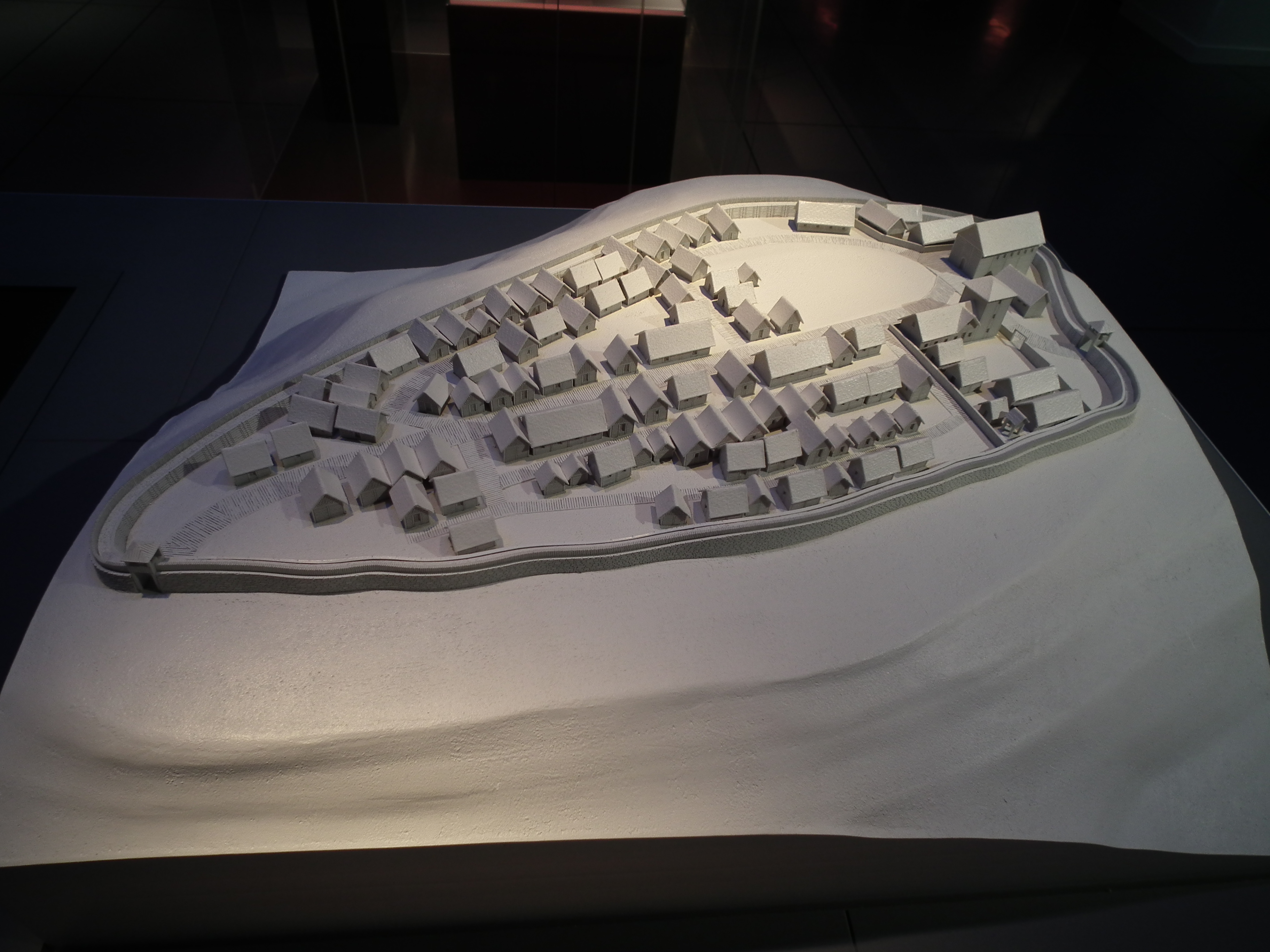
Rekonstruktion des Meißner Burgberges im 10. Jahrhundert (Staatliches Museum für Archäologie Chemnitz)

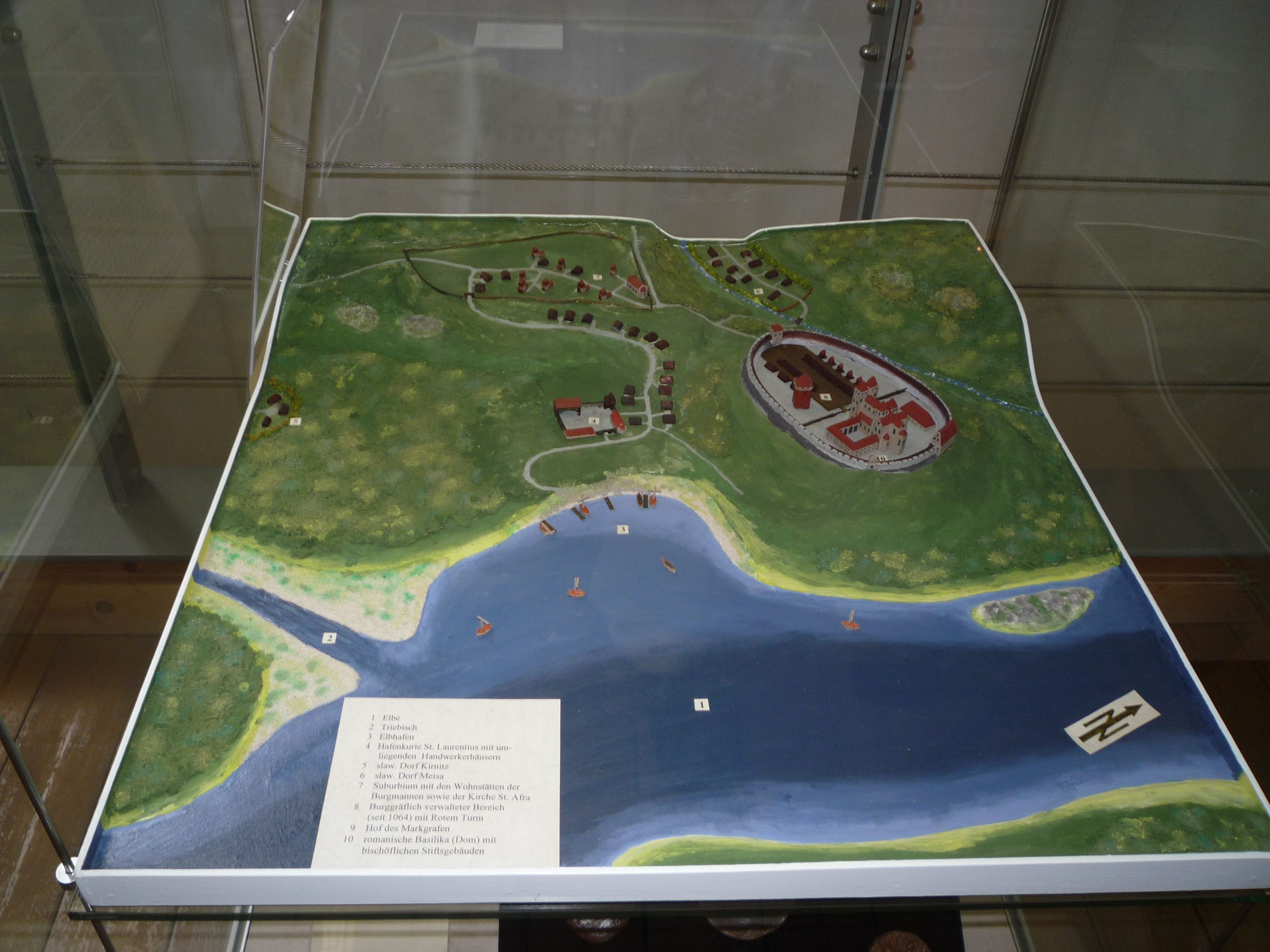
Modell Meißens mit Albrechtsburg im letzten Drittel des 10. Jahrhunderts (Stadtmuseum Meißen)

Von 936 bis 968 wird die Burg in sächsischen Geschichtsquellen dann nicht mehr erwähnt. Möglicherweise war sie bereits in den Kämpfen mit den Böhmen im September 936 verloren gegangen. Ab 968 ist ein Markgraf von Meißen bezeugt. Während am Flüsschen Misni Slawen siedelten, wurde südlich der Burg an einem kleinen Naturhafen die erste deutsche Siedlung im heutigen Stadtgebiet angelegt. Seit 1068 ist außerdem ein Burggraf nachweisbar. Mit der Zeit entwickelte sich eine Burggrafschaft Meißen, die die Familie der Meinheringer weiter ausbauen konnte.

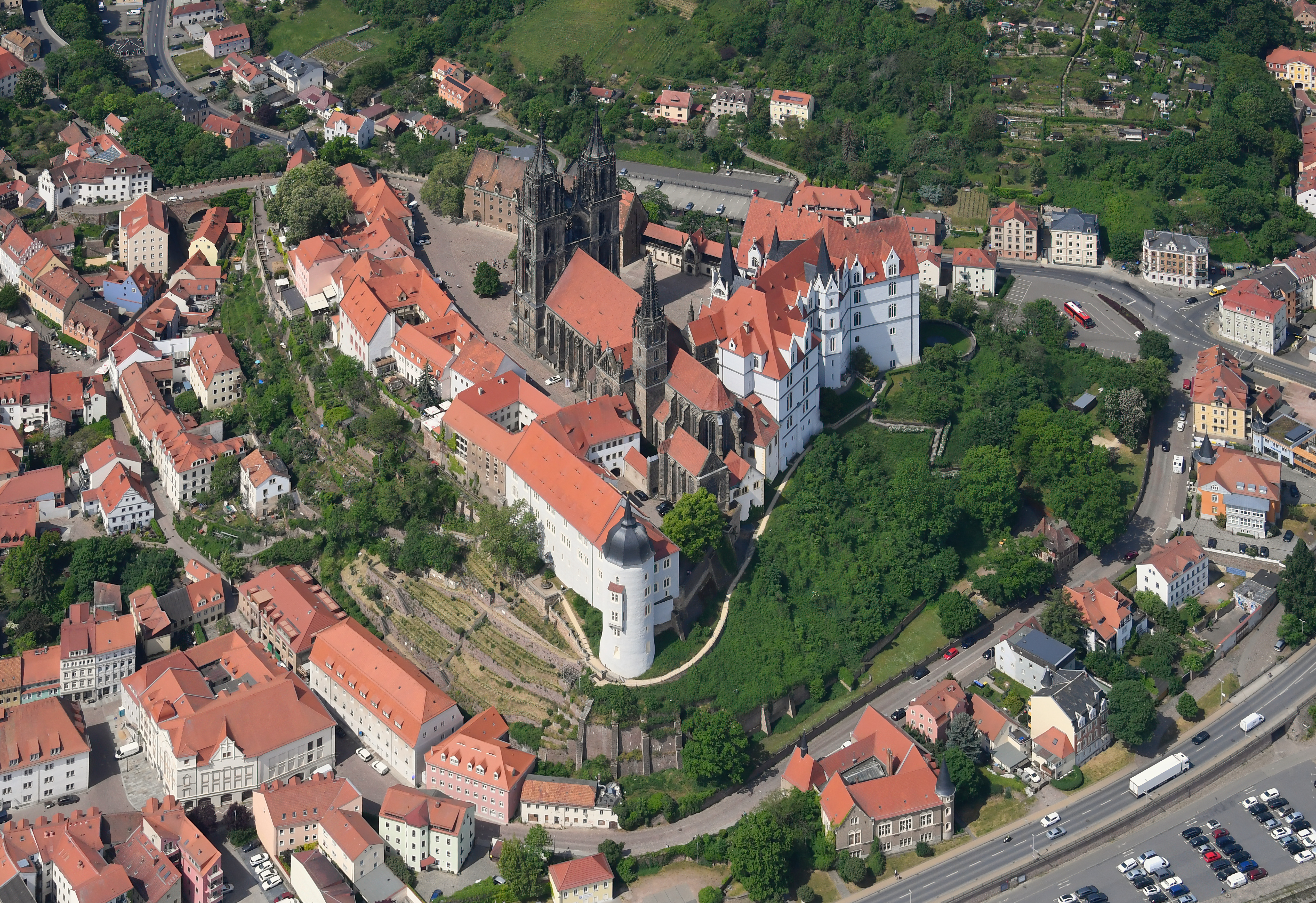
Bischofsburg, Meißner Dom und Albrechtsburg (von links nach rechts)

Der Eroberungszug Heinrichs I. stellte den Beginn einer über viele Jahre dauernden Auseinandersetzung über die Herrschaft der Region dar. Nach vielen Feldzügen, die hauptsächlich vom Markgrafen Gero getragen wurden, war ca. 963 die herrschaftliche Durchdringung der Mark Meißen abgeschlossen. 968 wurde das Bistum Meißen gestiftet. Es hatte seinen Sitz und seine Kathedralkirche, den Meißner Dom, ebenfalls auf dem Burgberg und erwarb im Spätmittelalter mit dem Hochstift Meißen ein gegenüber den Markgrafen und Kurfürsten eigenständiges Territorium.
Die Burg Meißen war zum zentralen Ort des Burgwardes geworden, also eines größeren Herrschaftsgebietes, das dem ehemaligen Gau Daleminzien entsprach. Sie war damit das Zentrum eines königlichen Verwaltungsgebietes. Unter den vielen Burgwarden des eroberten Raumes nahm sie neben den Königspfalzen Magdeburg und Merseburg gemeinsam mit Bautzen eine Schlüsselstellung ein, so dass sie als frühe Landesburg bezeichnet werden kann. Der Burgwardbezirk Meißen lag im Schnittpunkt der Interessen mehrerer Herrscherfamilien. Nach den Eroberungen Heinrichs I. gehörte er zur Ostmark unter dem Markgrafen Gero, der die Interessen des Reiches vertrat. Östlich grenzte der Herrschaftsbereich der Piasten an, das spätere polnische Königreich. Im Süden versuchten die Přemysliden, die Herzöge von Böhmen, ihre Macht auszudehnen. In diesem Spannungsfeld verlief die Geschichte der Burg im 10. und 11. Jahrhundert sehr ereignisreich und war keineswegs sicherer deutscher Reichsbesitz.
Nach dem Tod Rikdags 985 wurde Ekkehard I. als Markgraf von Meißen eingesetzt. Er entstammte dem königsnahen sächsischen Geschlecht der Ekkehardiner. Sein Stammsitz befand sich in Kleinjena bei Naumburg. Ekkehards vordringlichste Aufgabe bestand darin, die Burg Meißen zu erobern. Boleslaw II. von Böhmen hatte die Burg Meißen nämlich 984 auf dem Rückweg von einem Feldzug zusammen mit dem Bayernherzog Heinrich dem Zänker eingenommen, dem Gegenspieler Ottos II. 987 eroberte Ekkehard die Burg vermutlich zurück, als er 986/87 ein sächsisch-thüringisches Heer zusammen mit Mieszko I. von Polen gegen die Slawen führte. Ekkehard war mit Miezko über Reglindis, die Frau seines Bruders Hermann, verschwägert.

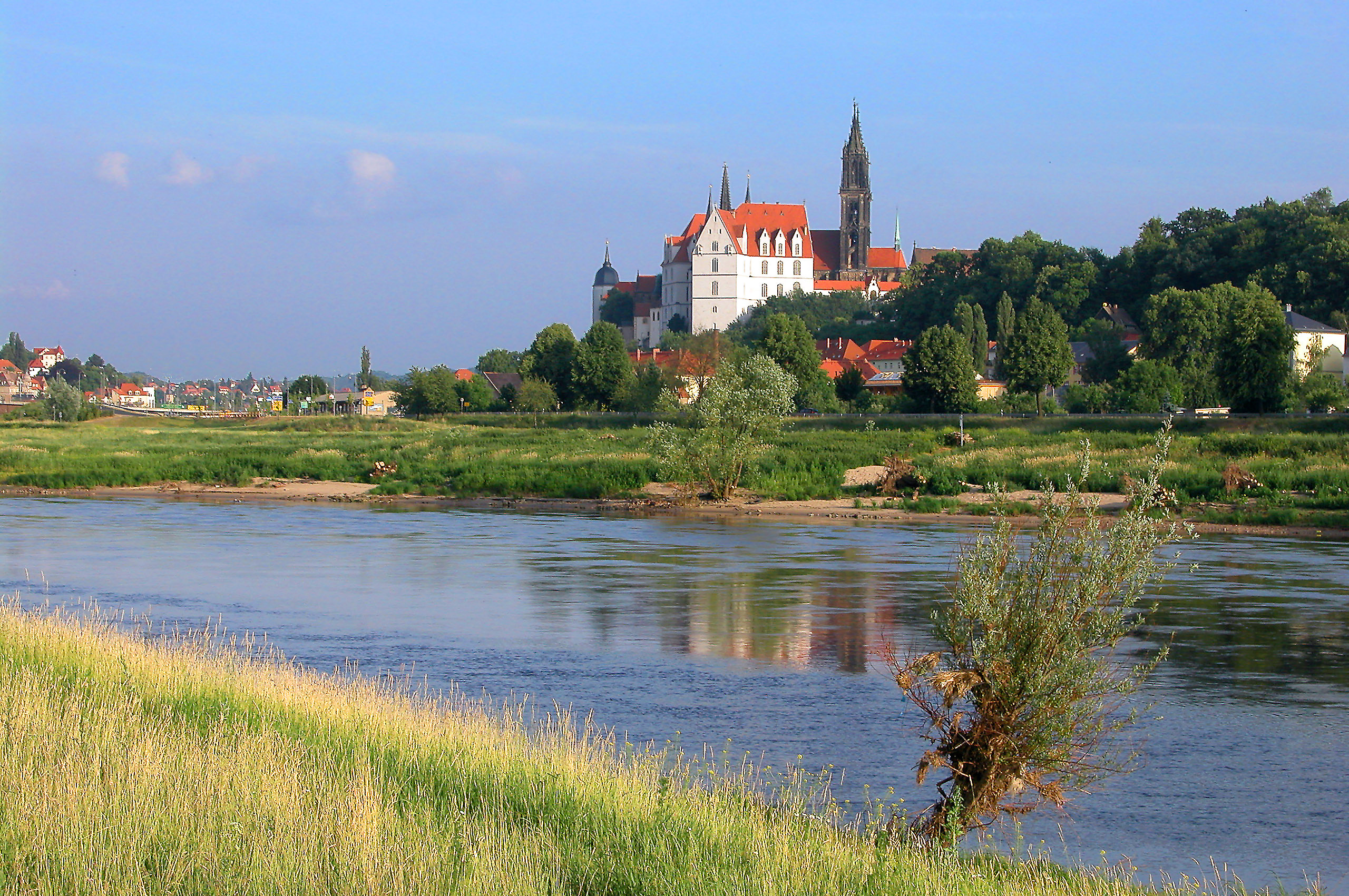
Blick über die Elbe auf die Albrechtsburg

Der polnische Piastenherzog Boleslaw Chrobry (der Tapfere, Sohn Miezkos) nahm den Tod des Kaisers Otto III. und die Ermordung des Markgrafen Ekkehard I. von Meißen 1002 zum Anlass, die Mark Meißen östlich der Elbe zu erobern. Während er das Land relativ leicht besetzen konnte, weil er mit der slawischen Bevölkerung im Einklang war, verteidigte die deutsche Besatzung die Burg. Sie wurde jedoch letztlich mit Hilfe von Gunzelin, Ekkehards Bruder, eingenommen. Der Burgmannschaft wurde freier Abzug gewährt.
Der neu gewählte deutsche König, Heinrich II., setzte 1002 Gunzelin als neuen Markgrafen in Meißen ein, der auch in den Besitz der Burg gelangte. 1003 verlangte Boleslaw II. von Böhmen, wie es offensichtlich vereinbart war, von Gunzelin die Herausgabe der Burg Meißen, die dieser verweigerte. Hintergrund der Ereignisse war, dass die Ekkehardiner mit den polnischen Piasten eng verschwägert waren. Sie hatten sich bisher vor allem gegen das mit Bayern verbündete böhmische Přemyslidenherzogtum gewandt. Nach der Ermordung Ekkehards, der sich um die deutsche Königskrone beworben hatte, war zu befürchten, dass ein anderes Adelsgeschlecht als die Ekkehardiner als Markgrafen eingesetzt werden könnte. Mit der Eroberung der Lausitzen und Meißens hatte Boleslaw vollendete Tatsachen geschaffen. Heinrich II. blieb nichts anderes übrig, als den Ekkehardiner Gunzelin zu berufen. Mit seinem Handeln überging Gunzelin die Ansprüche seines Neffen Hermann, der sich zusammen mit seiner Mutter Swanehilde auf der Burg Meißen befunden hatte. Sicher wollte Hermann damit seine Ansprüche auf das Erbe des Vaters manifestieren.
Gunzelin konnte sich aber nicht lange seines Besitzes erfreuen. Schon 1009 wurde er von Heinrich II. angeklagt und verlor die Markgrafschaft. Die Burg Meißen wurde jeweils abwechselnd für vier Wochen an die großen Herrschaftsträger der Umgebung zur Verwahrung gegeben, bis im Herbst 1009 Hermann, der Sohn Ekkehards I., als Markgraf von Meißen eingesetzt wurde. Nach einem missglückten Kriegszug von König Heinrich II. 1015 nach Osten wurde das deutsche Heer zurückgeschlagen. Hermann konnte nur mit Mühe die Burg Meißen gegen den Piasten Mieszko II. Lambert halten. Die Kämpfe waren wohl so hart, dass Hermann die Frauen in der Burg aufforderte, an den Kämpfen teilzunehmen.
1046 starben die Ekkehardiner aus. Die Herrschaft Meißen fiel an das Reich zurück und Kaiser Heinrich III. vergab sie neu an den Grafen Otto I. von Weimar-Orlamünde. Nach dessen Tod wurden die Brunonen Ekbert I. († 1068) und Ekbert II. († 1090) Markgrafen. Beide waren Gegner Heinrichs IV. Schon Kaiser Heinrich III. hatte sich bemüht, die Ansprüche des Reiches auf die Burg militärisch und rechtlich zu wahren. Heinrich IV. setzte 1073 seinen bewährten Gefolgsmann, den Herzog Vratislav II. von Böhmen, als Markgrafen von Meißen ein. Er entmachtete damit Ekbert II. Schließlich wurde 1089 mit Heinrich von Eilenburg, seit 1081 Markgraf der Lausitz, der erste Wettiner Markgraf von Meißen. Die Legitimität seines einzigen, postum geborenen Sohnes, Heinrich II., wurde von dessen Vetter Konrad I. angezweifelt, der ihn 1121 gefangen nahm und 1123 vergiften ließ. 1125 wurde Konrad I. von Wettin vom Kaiser als Markgraf von Meißen eingesetzt. Es war ihm gelungen, durch Geschick und Tatkraft ein großes Territorium unter seine Herrschaft zu bringen, dessen Zentrum Meißen war. Mit seinem Machtstreben und dem seiner Nachfolger stand er im Wettbewerb mit dem Kaiserhaus, das ab dem ausgehenden 12. Jahrhundert mit der deutschen Ostexpansion die Schaffung eines großen Herrschaftsgebietes im heutigen Sachsen anstrebte.

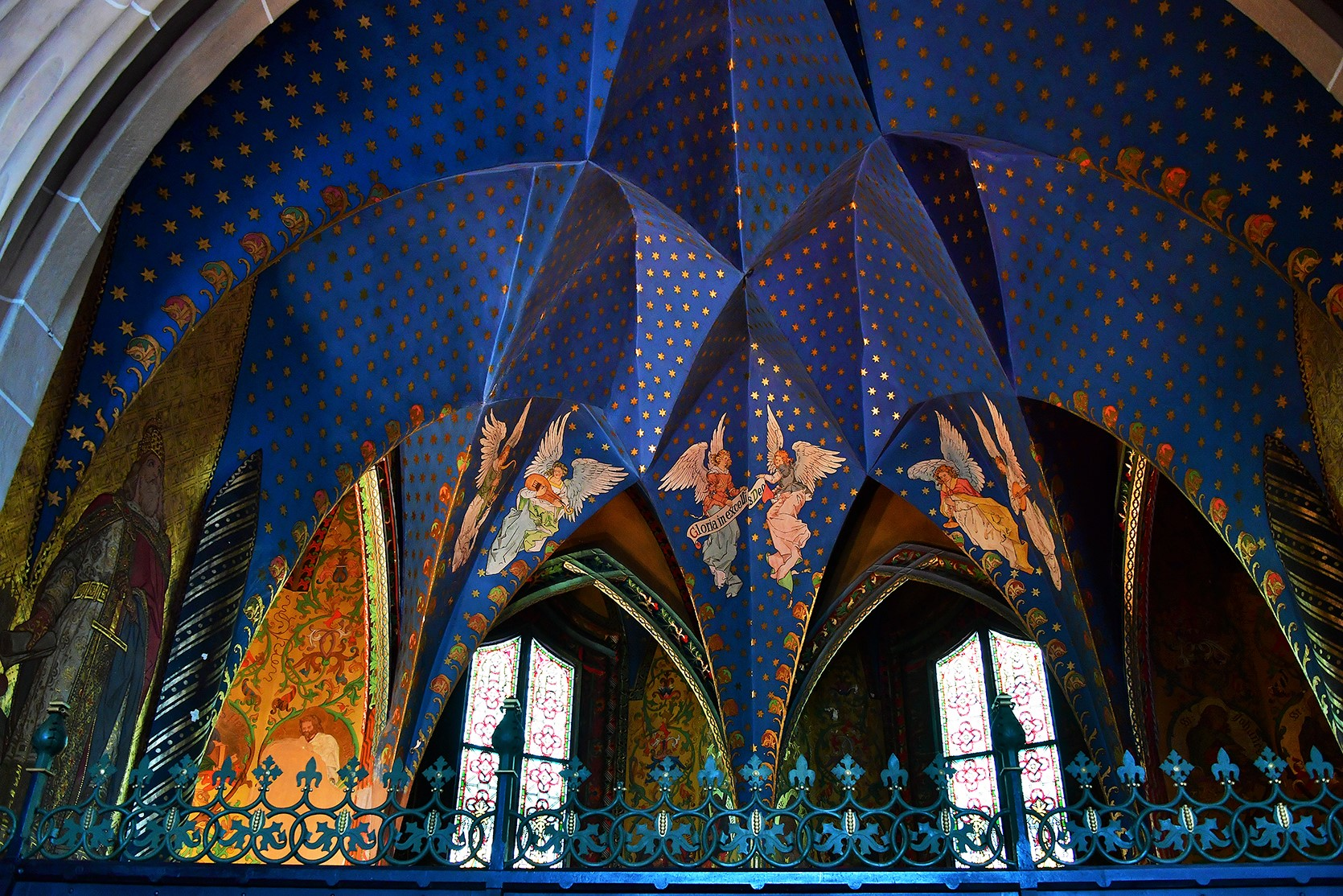
Kapelle

Die Stauferkaiser waren bemüht, die Macht der Wettiner nicht weiter anwachsen zu lassen. Die Mark Meißen wurde deshalb von Kaiser Heinrich VI. 1195 als erledigtes Lehen eingezogen. Es gelang ihm aber nicht, die Wettiner zu entmachten. Markgraf Dietrich der Bedrängte konnte die Mark endgültig als Wettiner Besitz sichern.
Neben dem Markgrafen und dem Bischof hatte ein königlicher Burggraf seinen Sitz auf dem Burgberg. Bei der Gründung Meißens handelte es sich zweifelsfrei um eine königliche Burg, eine Reichsburg. Der Markgraf hatte sie als Landesherr inne. Wegen seiner Landesherrschaft war es ihm aber nicht möglich, immer auf der Burg anwesend zu sein. Deshalb gab es einen Burgvogt bzw. Burggrafen, der die Residenzpflicht hatte und neben den wirtschaftlichen Aufgaben militärischer Kommandant der Burg war. Einen solchen königlichen Kommandanten gab es mit Sicherheit auch vor der Erwähnung Burchards. Für 1009 ist bezeugt, dass die Burgmannschaft aus Kontingenten der Reichsfürsten ständig wechselte. Es ist möglich, dass die weit im Eroberungsgebiet befindliche Burg schon im 10. Jahrhundert eine wechselnde Besatzung hatte. Eine eigene Garnison war aber auch vorhanden, das legen die Burgmannensitze auf der Burg und im oberen Suburbium nahe.
Der erste urkundlich erwähnte Burggraf namens Burchard war 1069 von Heinrich IV. eingesetzt worden. Während des Investiturstreites wurde die Burg, weil sie von drei Parteien mit unterschiedlichen Interessen besetzt war, in die Politik des Reiches hineingezogen. So setzte Heinrich IV. 1073 den Böhmenherzog Wratislaw als Markgrafen von Meißen ein. Er entmachtete damit Ekbert II. von Weimar-Orlamünde, der der Adelsopposition angehörte. Wenige Jahre später erlangte Ekbert jedoch die Mark zurück. Schließlich wurde mit Heinrich von Eilenburg der erste Wettiner Markgraf von Meißen. Durch die Dreiteilung der politischen Gewalten auf dem Burgberg entstanden auch drei getrennte Burgbereiche. Im Nordosten stand die markgräfliche, im Südosten die bischöfliche und im Westen die burggräfliche Bebauung. Auf dem Burgplateau nahm die Burg des Burggrafen die größte Fläche ein. Vor dem Burgtor gab es ein frühes Suburbium, die heutige St.-Afra-Freiheit. Im Tal stand eine mit der Markgrafenburg durch Stichmauern verbundene Wasserburg. Jede Burg verfügte über einen eigenen Zugang. Im 12. Jahrhundert erfolgte der Ausbau der Burg mit steinernen repräsentativen Gebäuden. Ein heute in Fundamenten nachgewiesener quadratischer Turm datiert bereits in die Zeit um 1100. Eine archäologisch nachgewiesene Brandschicht legt nahe, dass es Ende des 12. Jahrhunderts zu erheblichen Zerstörungen kam.

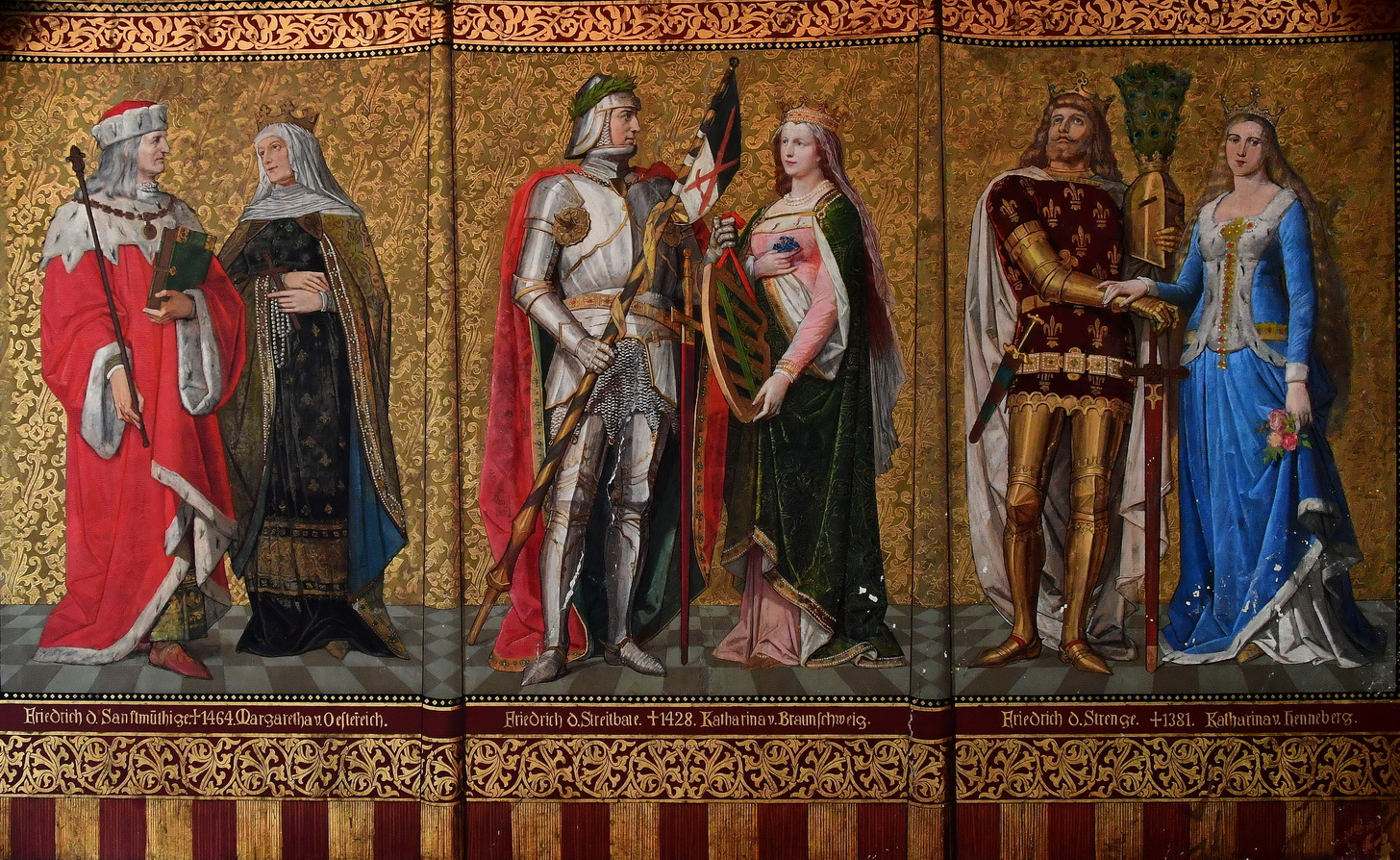
Wandgemälde mit den Markgrafen Friedrich der Sanftmütige, Friedrich der Streitbare, Friedrich der Strenge und ihren Frauen – vlnr.

Mitte des 13. Jahrhunderts baute man den Burgberg weiter aus. An der Ostseite errichtete man die heute als Substruktion der beiden Schlösser dienenden Wehranlagen. An den drei Ecken des Burgplateaus baute man jeweils einen runden Turm. Die steinerne Schlossbrücke entstand ebenfalls in dieser Zeit. Im Westen des Burgplateaus bestand der Hof des Burggrafen mindestens aus Palas und Kapelle. Ein Bergfried, der weiße Turm, erhob sich über dem Burggrafenareal. Dieser Turm ist eindeutig der Burggrafenburg zuzurechnen und diente dem Schutz der Schlossbrücke. Die Schlossbrücke war für die damalige Zeit ein außergewöhnliches Bauwerk und diente als repräsentativer Zugang zur Burggrafenburg. Man schreibt sie Florentiner Bauleuten zu. Das Vordere Tor zur Freiheit und das Mitteltor am anderen Ende der Brücke gehörten zu diesem Ensemble. Doch schon bald nach dem repräsentativen Ausbau der Burg drängten die Markgrafen die Burggrafen immer weiter vom Burghof ab. 1308 trat Meinher III. den Weißen Turm für zwei Jahre unfreiwillig an den Markgrafen Friedrich ab. Er erhielt ihn nie wieder zurück. Als schließlich 1426 der amtierende Burggraf in einer Schlacht fiel, zog der Markgraf die Burg als erledigtes Lehen ein.

### Gotisches Residenzschloss
Im 15. Jahrhundert leiteten die Markgrafen von Meißen wesentliche Veränderungen im Burgareal ein. Die Burggrafen waren um 1426 als Herrschaftsträger ausgeschaltet worden. Deren Burganlage wurde dem Verfall preisgegeben. Trennende Mauern zwischen den Burgbereichen fielen der Spitzhacke zum Opfer. Als letztes Bauwerk wurde 1607 der Weiße Turm abgetragen. Der Rote Turm, auf der Spitze des Burgberges wurde wahrscheinlich schon um 1500 abgerissen. Eigentümlicherweise hatten die Markgrafen dieses Bauwerk nur als Lehen des Klosters Hersfeld im Besitz.
Im Jahr 1423 wurde Friedrich IV., der Streitbare zum Kurfürsten von Sachsen ernannt. Seine Enkel, Ernst und Albrecht, herrschten 1464 bis 1485 gemeinsam über Sachsen und Thüringen und beauftragten 1471 den Baumeister Arnold von Westfalen, an der Stelle der alten Markgrafenburg das erste deutsche Schloss zu errichten. Auch wenn das Schloss eigentlich als Residenz für die beiden Fürsten angelegt worden war, wurde es nie als solche benutzt. 1485 wurde die Regierung der beiden Brüder aufgehoben und das Land zweigeteilt. Albrecht (der Albertiner) erhielt im Wesentlichen die meißnischen Gebiete mit dem neu erbauten Schloss und den späteren Thüringer Kreis, sein Bruder Ernst die übrigen thüringischen Gebiete und das Herzogtum Sachsen mit Wittenberg, an das die Kurwürde gebunden war. Das Schloss wurde 1676 nach seinem ersten Herrn und Erbauer auf den Namen „Albrechtsburg“ getauft. Doch erst sein Sohn, Georg der Bärtige, nahm die Albrechtsburg als Residenz in Anspruch. Während des Dreißigjährigen Krieges wurde das Schloss stark beschädigt. Seitdem stand es leer.

### Porzellanmanufaktur und Museum

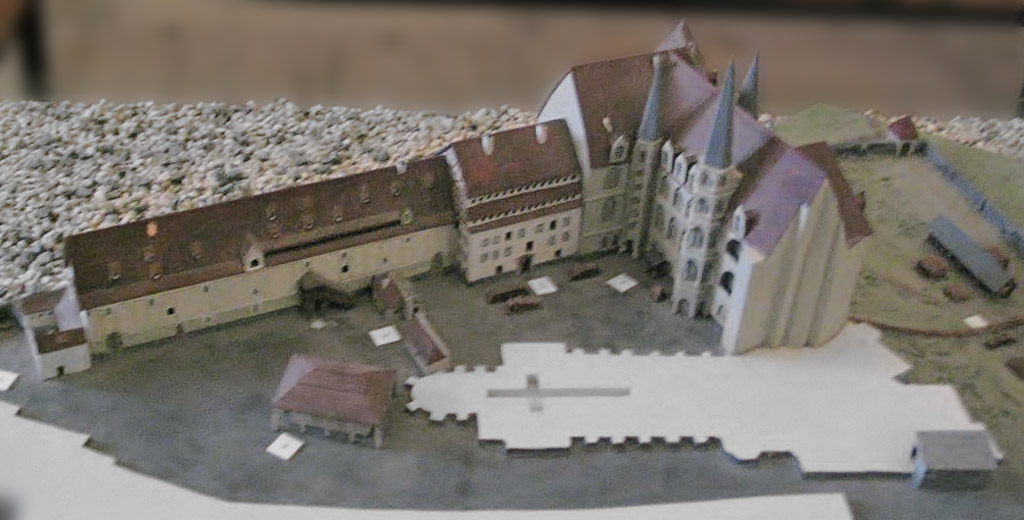
Modell im Zustand des 18. Jahrhunderts

Erst Anfang des 18. Jahrhunderts erhielt die Albrechtsburg durch August den Starken wieder mehr Aufmerksamkeit, als dieser 1710 die erste europäische Porzellanmanufaktur in dem Schloss einrichten ließ. Zwei Jahre zuvor hatten Johann Friedrich Böttger und Ehrenfried Walther von Tschirnhaus das europäische Porzellan erfunden. Zuerst war als Manufakturstätte Dresden vorgesehen, aber August der Starke entschied sich für die leerstehende und wegen ihrer Lage isolierte Burg, denn nirgendwo anders wäre das Geheimnis der Porzellanherstellung so sicher gewesen. Am 6. Juni 1710 nahm die Porzellanmanufaktur in der vormaligen Fürstenresidenz, die das „weiße Gold“ weltbekannt machen sollte, ihren Betrieb auf.

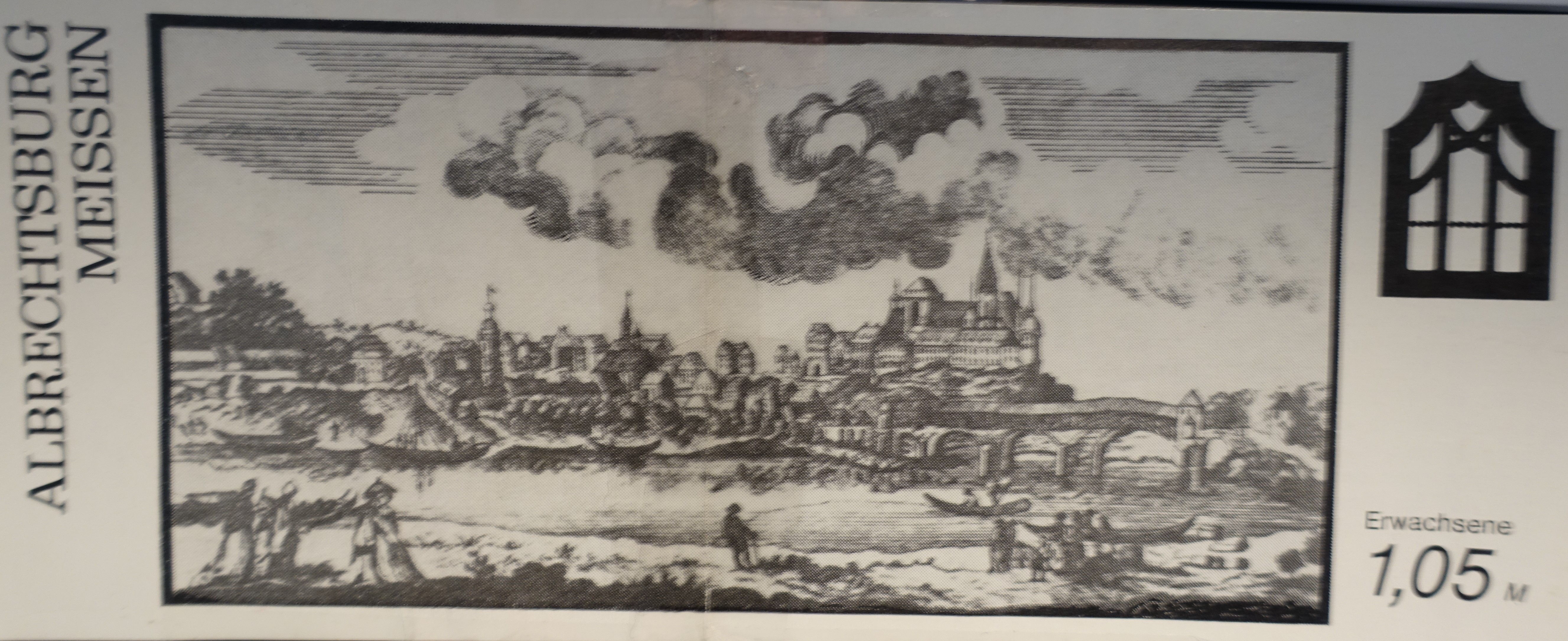
Eintrittskarte von 1988 Albrechtsburg Meissen mit historischem Bild

In der Mitte des 19. Jahrhunderts wurde die Manufaktur in das neu gebaute Fabrikgebäude umgesiedelt, das Schloss stand wieder leer. In den Jahren 1864 bis 1870 wurden die alten Manufaktureinbauten beseitigt und das Schloss wieder architektonisch aufbereitet. Das fehlende Mobiliar wurde durch aufwendige Malereien an den spätgotischen Wänden ersetzt. Tätig war hierbei auch der später bekannte Künstler Alexander Linnemann aus Frankfurt, zum Beispiel beim Entwurf der neuen Türen – Unterlagen hierzu befinden sich im Linnemann-Archiv. Ende des 19. Jahrhunderts wurde die Albrechtsburg auch der Bevölkerung zugänglich gemacht und erfreut bis heute viele Besucher aus dem In- und Ausland. Der Fall der „Verschandelung der Albrechtsburg“ zwang den Gesetzgeber, seine jahrzehntelange Meinung aufzugeben, dass sächsischer Altertümerschutz keiner gesetzlichen Regelung bedürfe. So verabschiedete er 1909 das Gesetz gegen Verunstaltung von Stadt und Land (Verunstaltungsgesetz), in dessen Entwurf der Fall Albrechtsburg explizit als Beispiel aufgeführt war.
Im Jahr 2010 feierte die Albrechtsburg ihr 300. Jubiläum als Manufaktur und erstrahlte wieder als Porzellanschloss.

## Architektonisches Gesamtbild

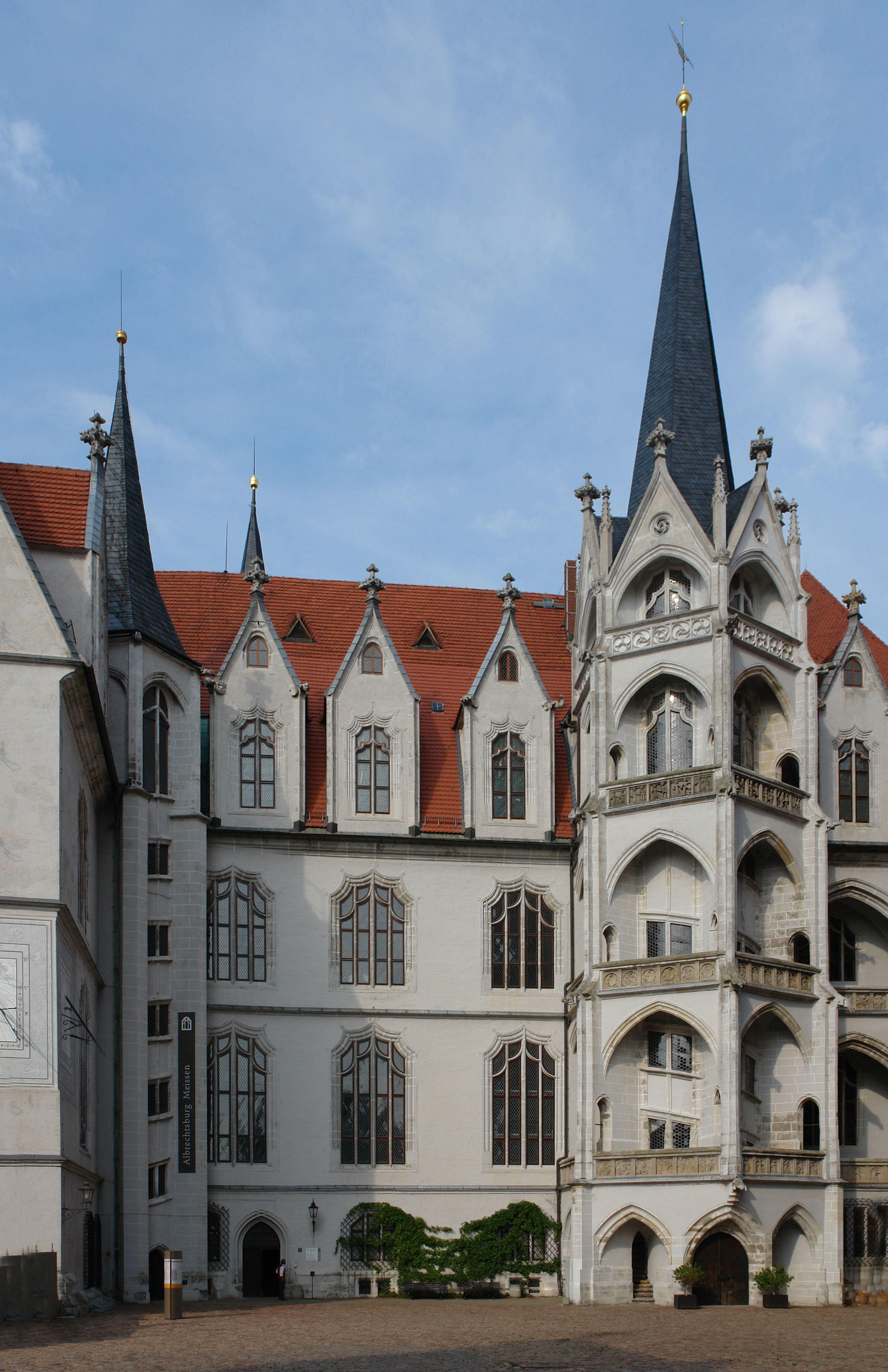
Ansicht der Hoffassade

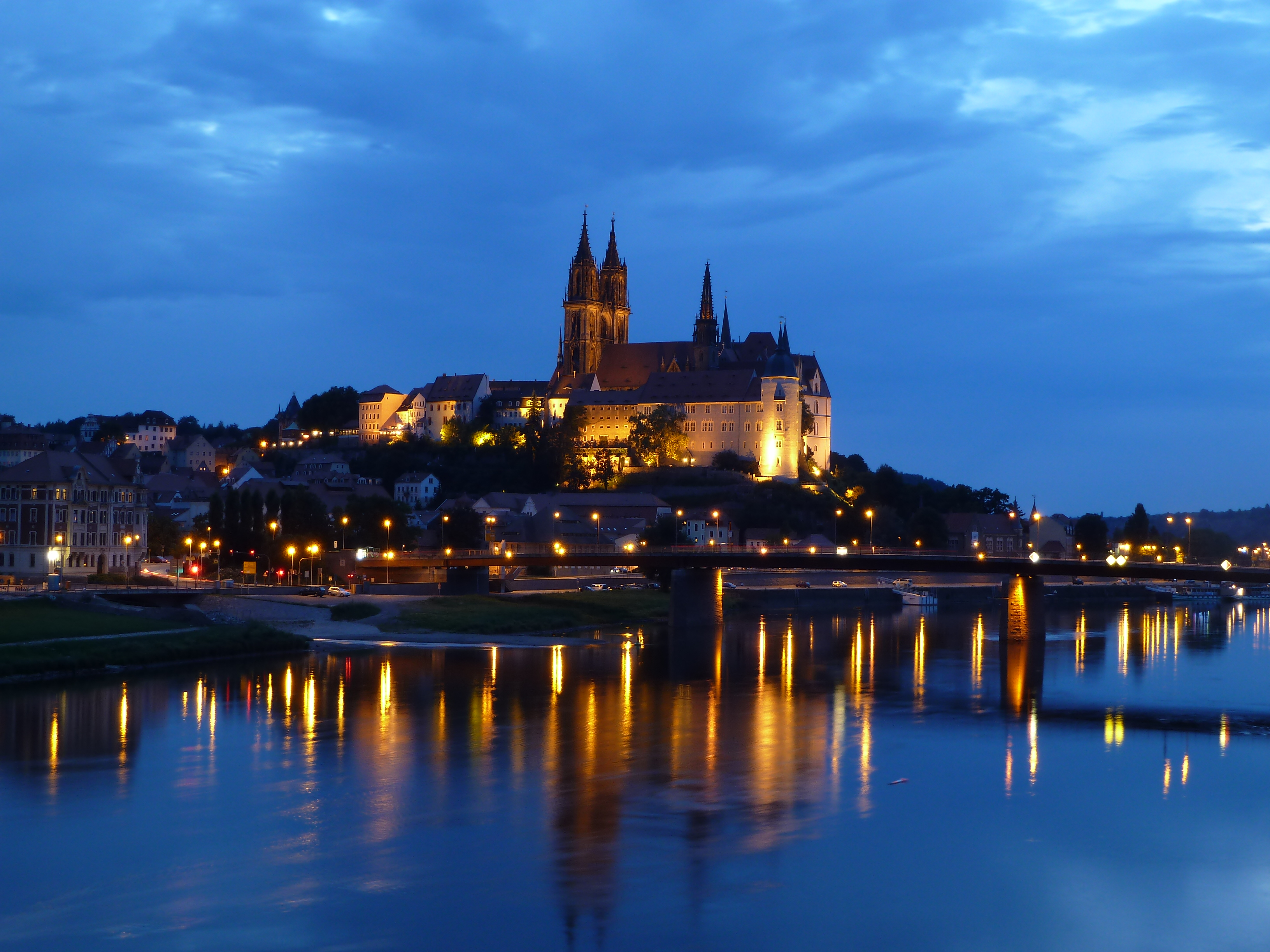
Blick von der Elbe auf den Burgberg zur blauen Stunde

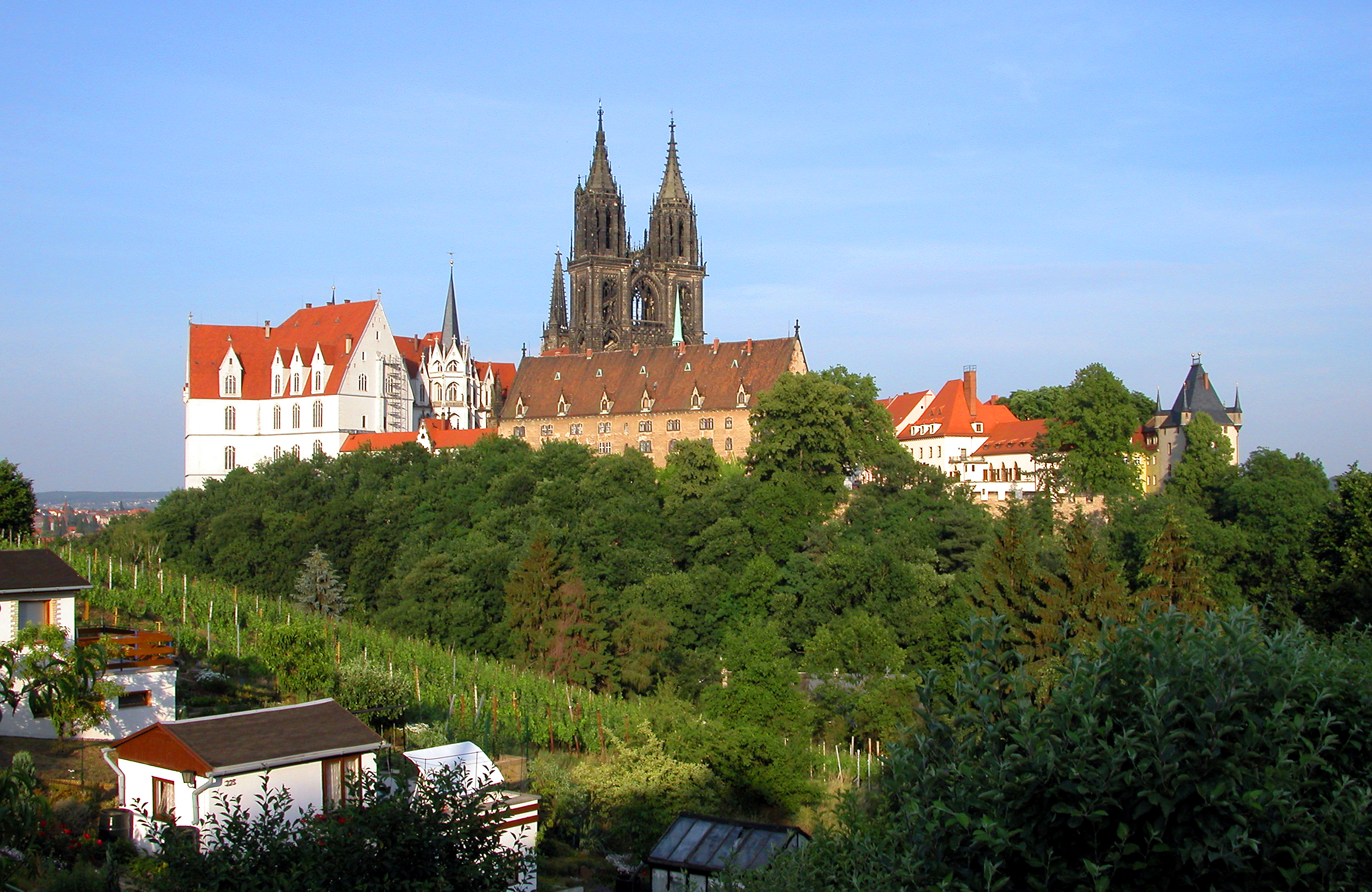
Meißen, Albrechtsburg und Dom von Westen

Das ehemalige kurfürstliche Schloss erhebt sich über hakenförmigem Grundriss auf einem zur Elbe hin steil abfallenden Felsplateau nördlich des Meißener Domes. Alle Geschosse unter der Trauflinie sind gewölbt, eine große Besonderheit im deutschen Schlossbau, die einen immensen finanziellen und entwerferischen Aufwand bedeutete. Über den hohen Substruktionen des Kernbaus folgen ein niedriges Erdgeschoss und zwei mit ungewöhnlich großen sogenannten Vorhangbogenfenstern geöffnete Hauptgeschosse. Ein weiteres herrschaftlich genutztes Geschoss liegt bereits innerhalb der Dachzone und wird durch die Fenster der Lukarnenreihe belichtet.
Der von allen Seiten noch heute so ins Auge springende, turmartige Charakter des Meißener Schlosses dürfte ein wohlkalkuliertes Bild mit politischer Bedeutung darstellen. Die Albrechtsburg sollte nicht nur ein besonders komfortabel zu bewohnendes Residenzschloss werden, sondern auch ein unübersehbares Zeichen für die sich immer mehr konsolidierende und an reichspolitischer, administrativer und wirtschaftlicher Bedeutung gewinnende Territorialherrschaft der Wettiner setzen. Zu diesem Zweck wurde wohl von Arnold von Westfalen die Formulierung einer neuen Architektursprache erwartet. Während der Bauschmuck der Spätgotik angehört, wie etwa auch auf der Sachsenburg, die zur gleichen Zeit aus einer älteren Anlage entstand, leitet die Gliederung der Bauformen bereits zur Sächsischen Renaissance über. Durch die Grundrissgestaltung wurde der an sich bereits turmartig proportionierte Baukörper der Albrechtsburg noch einmal in einzelne Turmfiguren aufgegliedert; alle Fassadenstreifen tendieren zu hochrechteckigem Format; in der Licht- und Schattenwirkung präsentiert sich der Kernbau wie ein Kristall mit vielfach gefalteter Oberfläche. Neben den Treppentürmen der Hofseite entwickelt sich jedoch nur ein in der Mittelzone der Elbseite angeordneter Baukörper zu einem echten Turm, alle andern Baukörper werden durch das mächtige Dach wieder zusammengebunden. In der Dachzone bilden jedoch die Lukarnen – hochrechteckige, auf der Trauflinie aufsitzende Dacherker – einen den Bau umziehenden Kranz von Turmfiguren. Die Lukarne in ihrer typischen Ausbildung als Fenstererker stammt aus Frankreich; um 1470 war sie aber erst in Einzelfällen (zum Beispiel in den Schlössern von Baugé und Le Rivau) in solcher Systematik und Konsequenz verwendet worden.

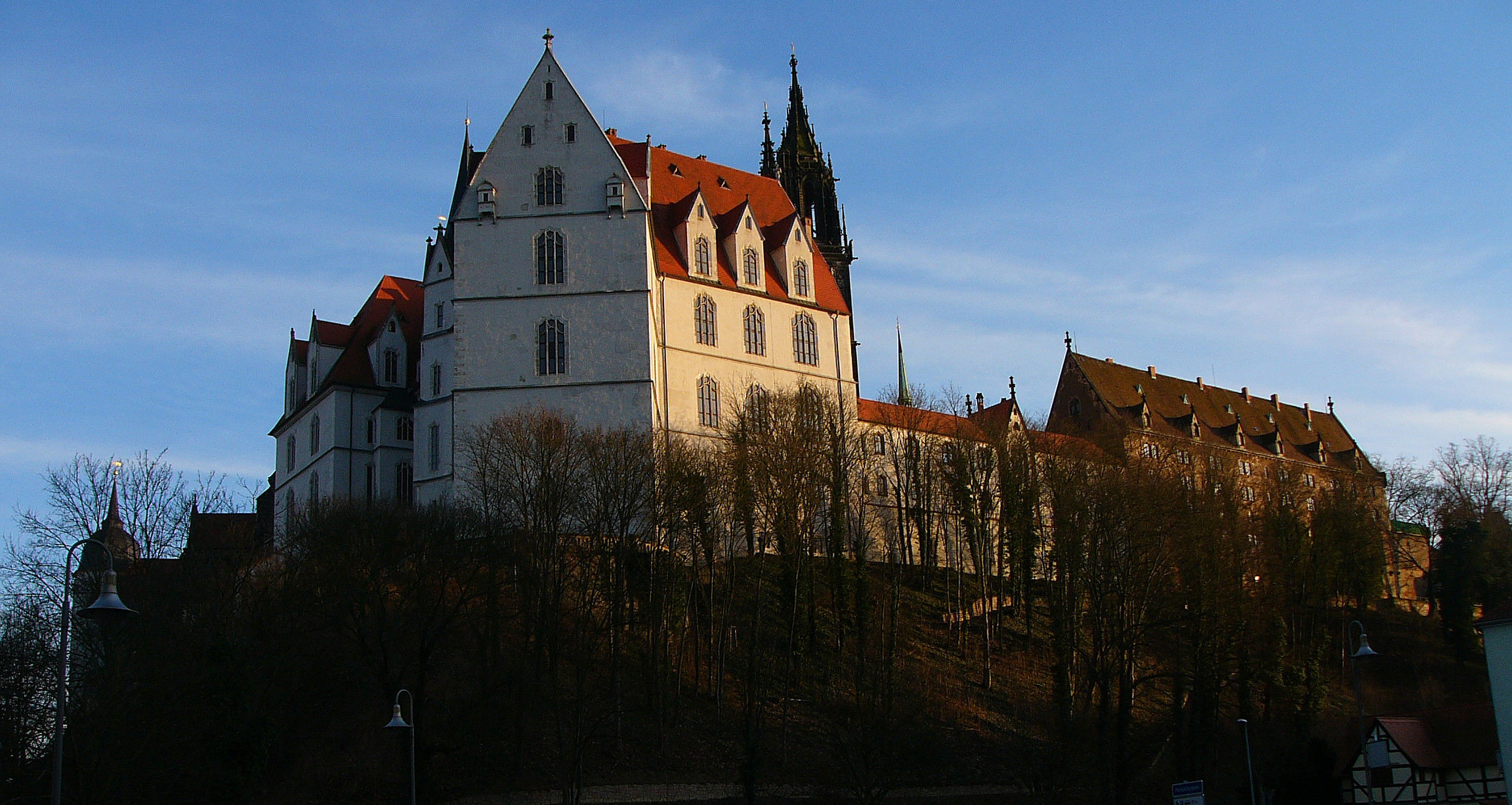
Die Albrechtsburg vom Norden aus gesehen

Eine weitere folgenreiche Adaption französischer Baukultur in Meißen war die Verwendung des Schautreppenturmes, wie er 1365 mit der – später abgetragenen – Großen Wendeltreppe im Hof des Louvre als Typ formuliert worden war. Die große Haupttreppe im Süden, über die der Zugang zu den herrschaftlich genutzten Obergeschossen führt, ist ein Meisterwerk der Steinmetzkunst mit aufwendig geschwungenen Stufen, die sich um ein offenes Auge in der Mitte hinaufwinden. Ihre Fenster waren ursprünglich offen und ermöglichten vielfältige Blickbeziehungen zwischen den auf der Treppe Schreitenden und Zuschauern im Hof. Die Gesamtgestalt der dem Meißener Treppenturm und dem benachbarten Fassadenabschnitt vorgelagerten Altane besitzt jedoch kein direktes französisches Vorbild. Ein kleinerer Treppenturm befindet sich ebenfalls an der Hoffassade in der Ecke zwischen Nord- und Ostflügel.

## Innenraumgestaltung

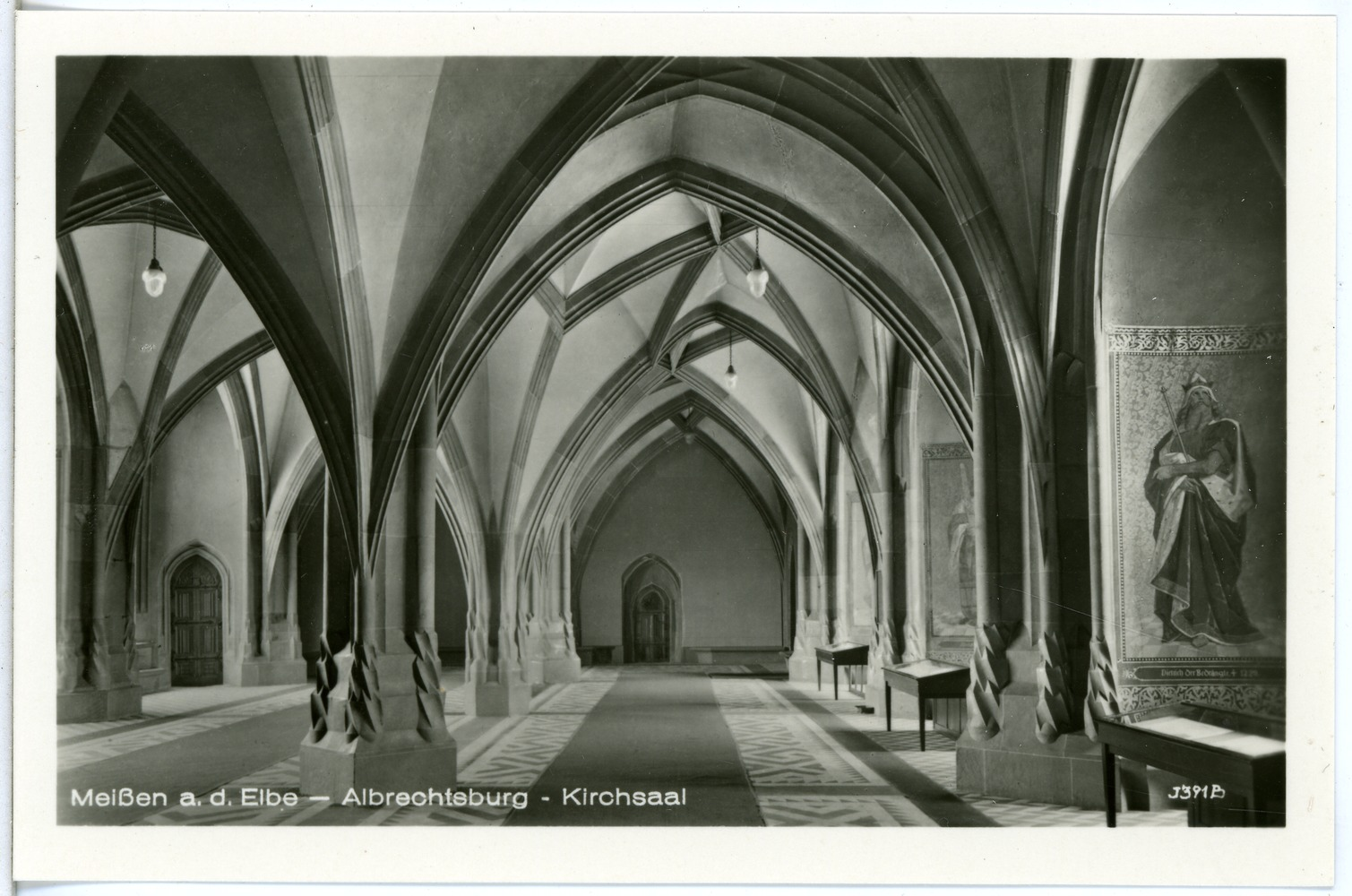
Der Große Saal im ersten Obergeschoss als Fest- und Tanzsaal

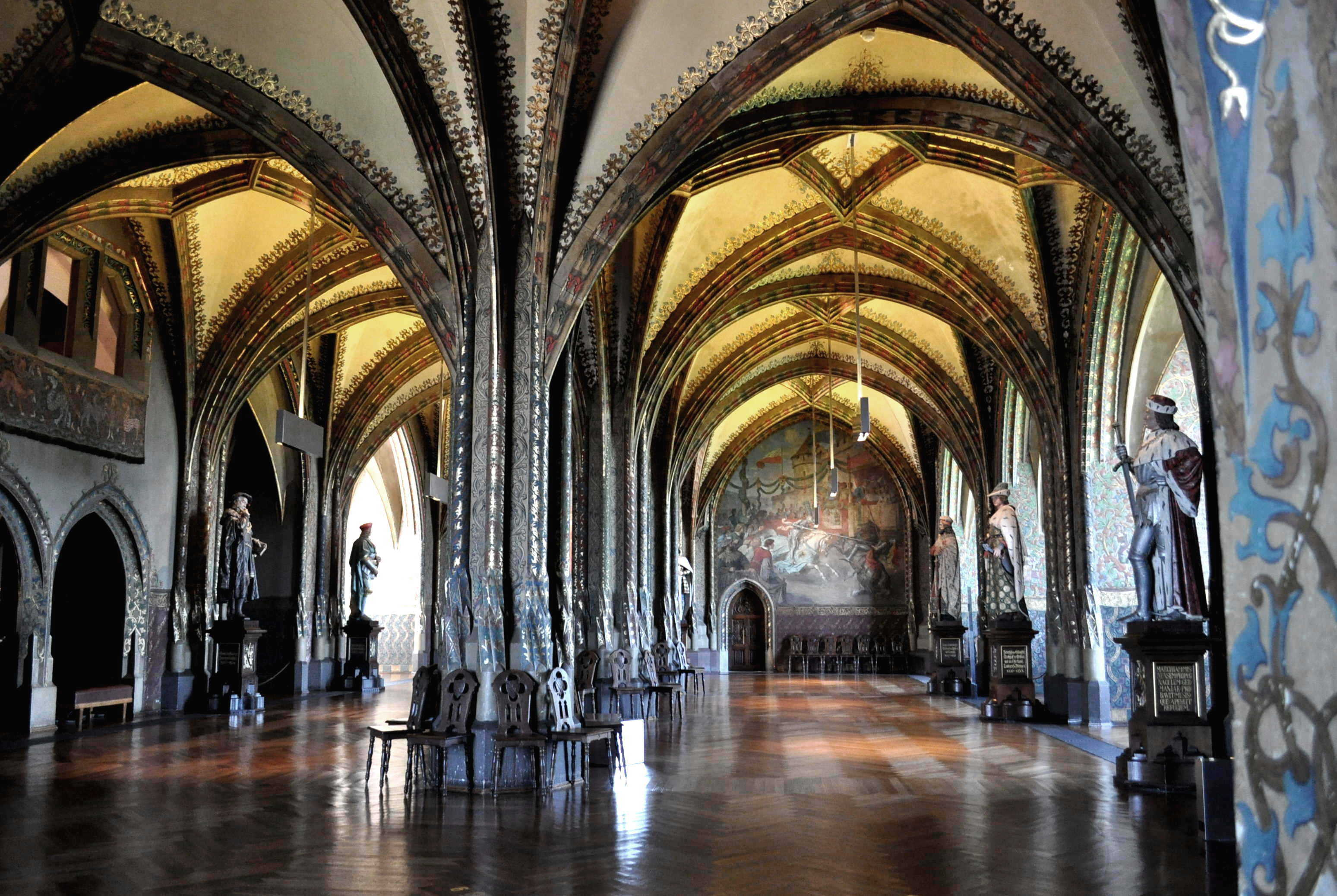
Die Große Hofstube im ersten Obergeschoss als Speiseraum der Hofgesellschaft

Im Innern der Albrechtsburg hatte der Baumeister ein hochkomplexes Raumprogramm umzusetzen.
Große Bereiche des ersten Obergeschosses werden durch zwei saalartige Räume eingenommen. Beide sind großzügig auf mehreren Seiten befenstert, zweischiffig angelegt und wie die übrigen Räume des Geschosses gewölbt. Der zentral gelegene Saal, auf den der Hauptaufgang des Großen Treppenturms führt, war der fallweise zu nutzende große Festsaal des Schlosses. Er war nicht heizbar und erfüllte im Alltagsleben die Funktion eines Kommunikationsbereichs zwischen den umgebenden Treppen und Räumen, zu denen auch ein Kapellenraum gehört.
Im Gegensatz dazu war der Nordsaal die durch einen ehemals an der Nordostecke platzierten großen Kachelofen geheizte Hofstube, in der sich zweimal täglich der gesamte männliche Hofstaat unter Einschluss der Fürsten zu den Hauptmahlzeiten versammeln sollte. Zwischen beiden Saalräumen liegt über der Verbindungstür eine Musikantenempore, die je nach Bedarf beide Räume bedienen konnte.
Um diese beiden Großräume gruppieren sich drei voneinander unabhängige Appartements als Wohn- und Amtsbereiche, die jeweils aus einer ofenbeheizten Stube als Hauptraum und einer oder mehreren nachgeordneten Kammern als Schlaf- und Aufbewahrungsräume gebildet werden. Architektonisch am aufwendigsten ist dabei das Appartement gestaltet, das sich im Nordosten an die Hofstube anschließt. Seine Stube und die darüber liegende, durch eine Mauertreppe direkt zu erreichende unbeheizte Schlafkammer nehmen den um 45 Grad aus der Hauptgebäudeflucht herausgedrehten Baukörper ein, der sich turmartig mit drei freistehenden Seiten über dem Elbtal erhebt. Über den aufwendigen und kostspieligen Substruktionen der Untergeschosse hat der Architekt hier Räume geschaffen, die einen weit reichenden Ausblick nach drei Seiten ermöglichen.
Der baulich inszenierte Überschaublick an sich war damals bereits europaweit im Schlossbau geschätzt. Allerdings unterscheidet sich der mehransichtige „Fächerblick“ in Meißen grundlegend von den damals in Frankreich oder Italien üblichen Blickführungen, wo die optische Bezugnahme zur Umgebung fast immer in der Figur eines gerichteten Einheitsbildes formuliert wurde. In der Folgezeit sollten solche Raumbildungen unter anderem in Wittenberg, Torgau, Neuburg an der Donau oder Heidelberg zu einem Charakteristikum des aufwendigen mitteleuropäischen Schlossbaus werden. Wahrscheinlich war das große, dreiseitig befensterte Nordost-Appartement der Albrechtsburg ursprünglich für hochrangige Gäste vorgesehen; im Laufe des 16. Jahrhunderts zogen sich dorthin jedoch die Fürsten während der Hauptmahlzeiten zu einer Separattafel zurück. Zur Erbauungszeit war die Absonderung von der Gesamtmahlzeit nur für die weiblichen Mitglieder des Hofes, das sogenannte Frauenzimmer, üblich. Für sie hat der Baumeister ebenfalls einen Raum mit drei Fensterfronten entworfen, allerdings im zweiten Obergeschoss, wo dieser Personenkreis etwas dem Hoftreiben abgesondert war.

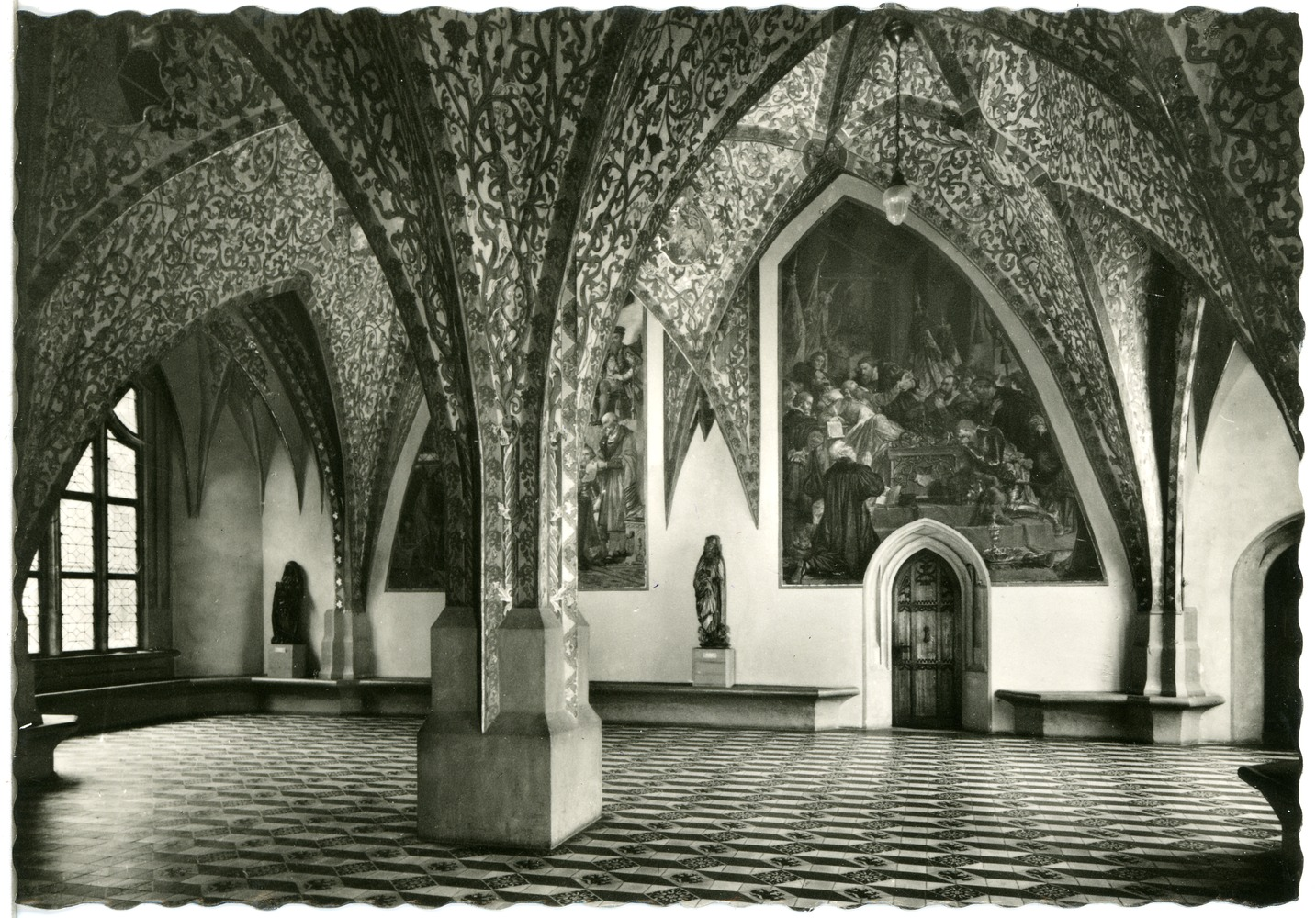
Stube des Kurfürsten im zweiten Obergeschoss

Im zweiten Obergeschoss war neben der Frauenzimmertafelstube und zwei kleineren weiteren Appartements auf der Südseite das dreiräumige Appartement des Kurfürsten als Zentrum zwischen Elb- und Hoffront eingerichtet. Zusätzlich zur zweiseitig befensterten Stube als Hauptempfangsraum und der nachgeordneten, intimeren Schlafkammer sollte dem Kurfürsten eine kleine Nebenstube auf der Talseite zur Verfügung stehen. Als typologische Vorbilder für einen solchen Rückzugsraum kommen die estudes oder cabinets in französischen Schlössern infrage, es spricht aber auch nichts dagegen, die Meißener Neuerung von den seit Petrarca (1304–1374) von italienischen Humanisten propagierten studioli abzuleiten. Ein berühmtes, fast zeitgleiches Beispiel ist zwischen 1472 und 1476 im Herzogspalast zu Urbino eingerichtet worden. Der kleine Raum der kurfürstlichen Wohnung in Meißen ist architektonisch zu einem regelrechten Schaustück gestaltet und gewährt in verschiedene Richtungen aufgefächerte Ausblicke über das Elbtal. In seiner vom unruhigen Treiben des Schlosshofs abgewandten Lage entspricht er genau den Ratschlägen, die der einflussreiche Renaissancetheoretiker Leon Battista Alberti (1404–1472) für die Anlage solcher Räume formuliert hat.
Der Grundriss des zweiten Obergeschosses wiederholt sich in wesentlichen Aspekten im darüber liegenden Geschoss der Lukarnenzone. Hier kann man das Appartement der Kurfürstin vermuten mit einem internen Treppenaufgang zu den Räumen ihres Gefolges ein Geschoss höher im Dach.

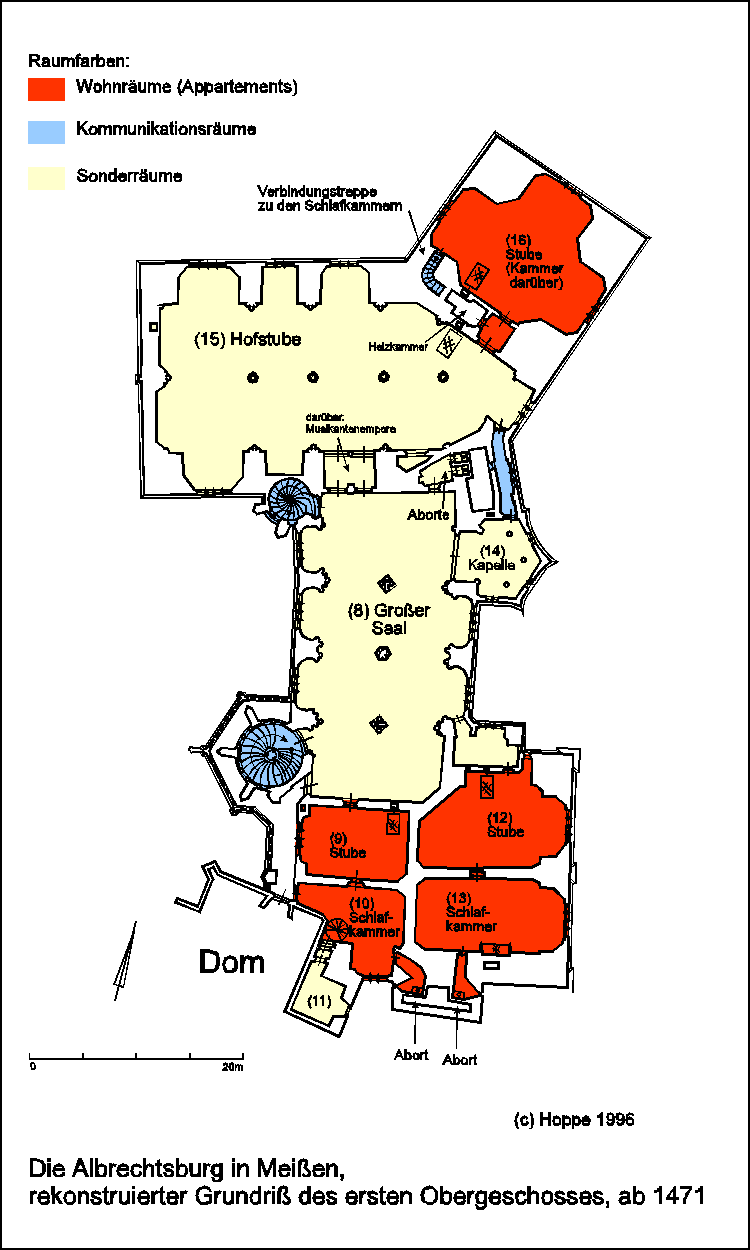
Rekonstruktion der Raumfunktionen des ersten Obergeschosses um 1500
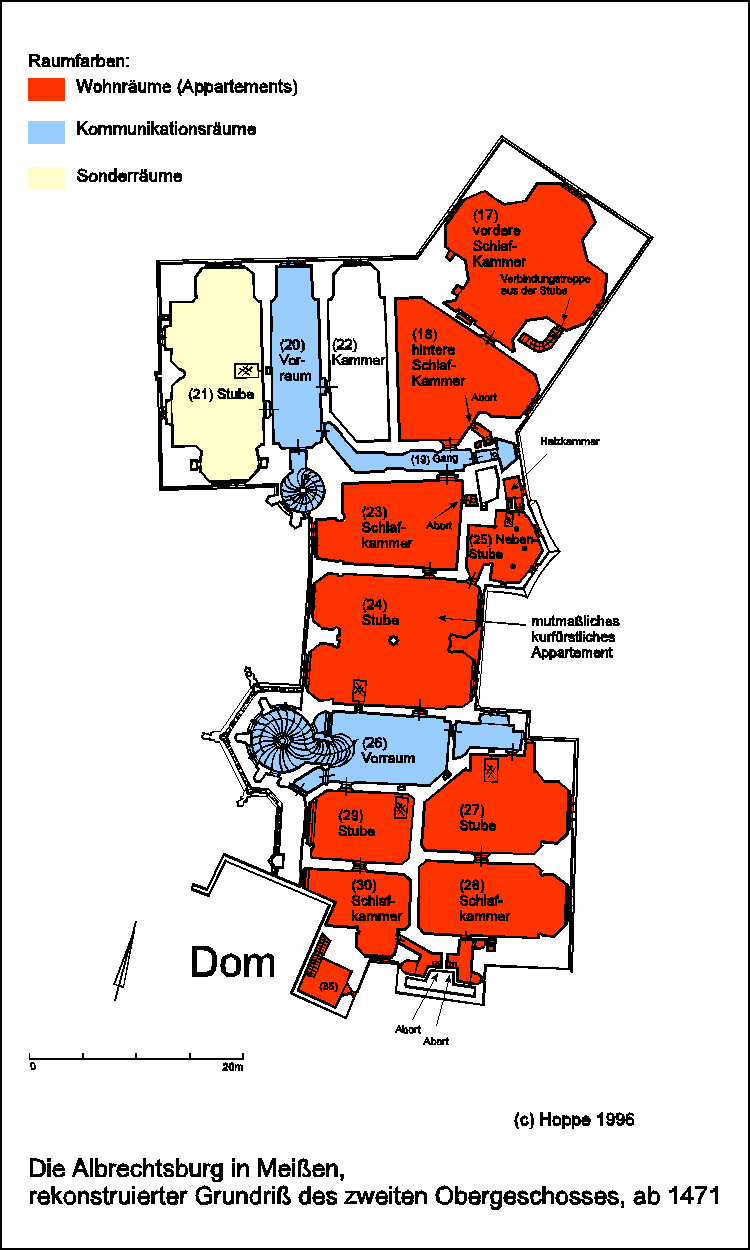
Rekonstruktion der Raumfunktionen des zweiten Obergeschosses um 1500
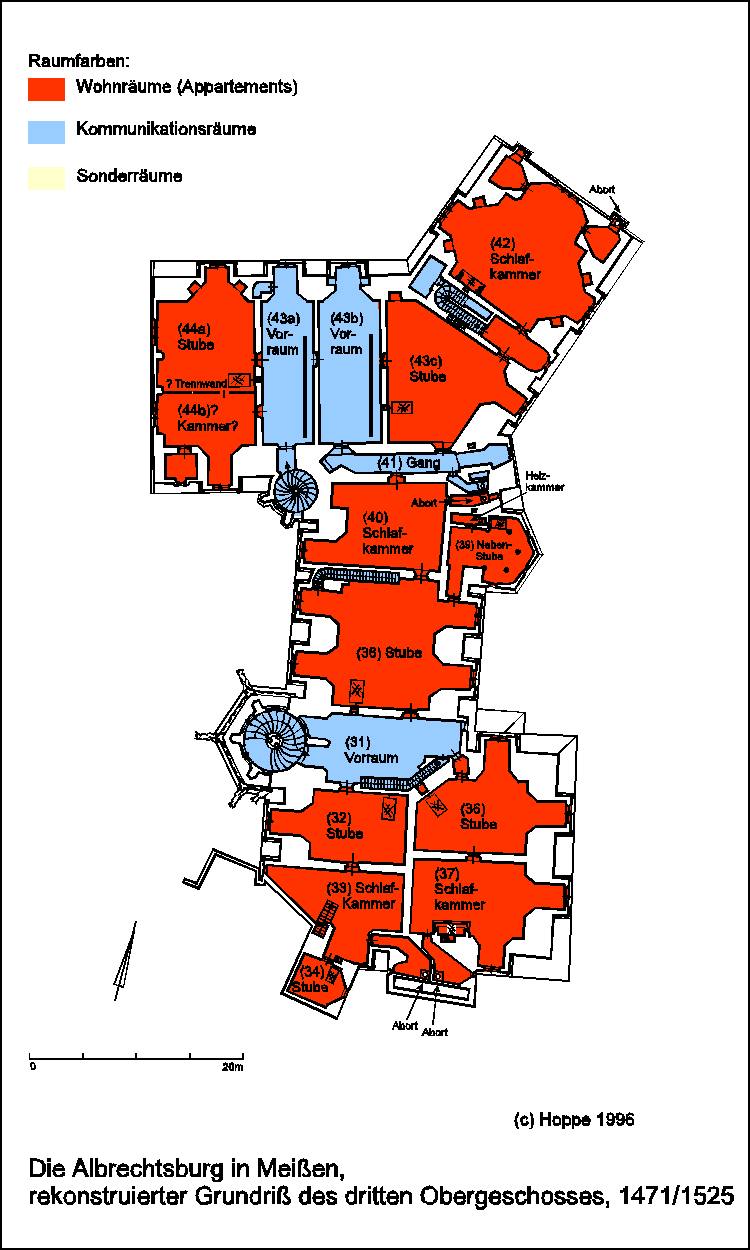
Rekonstruktion der Raumfunktionen des dritten Obergeschosses (Dach) um 1500

## Künstlerische Bedeutung

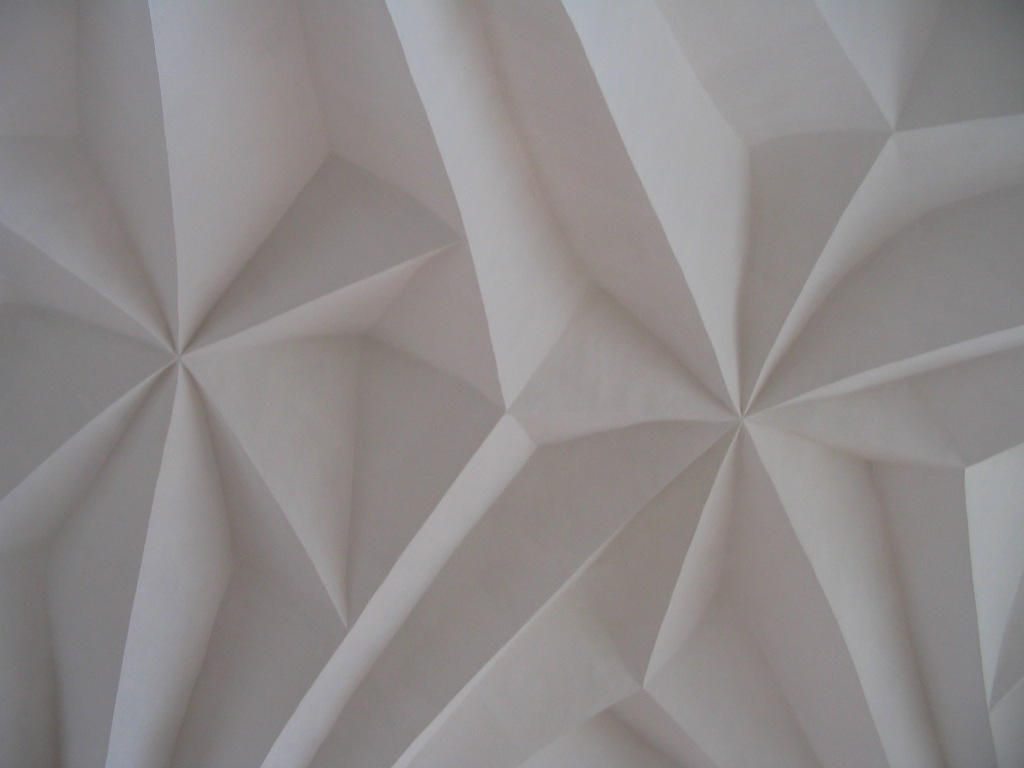
Zellengewölbe

Die außerordentlich aufwendige Bauaufgabe der Albrechtsburg erforderte die Einrichtung und den konstanten Betrieb einer großen Bauhütte, die unter Meister Arnold und seinen engsten Schülern zu einem Zentrum der Architekturentwicklung und -ausbildung mit überregionaler Ausstrahlungskraft wurde, wie sie vorher nur für die großen Kirchenbauhütten typisch war. Das in der Albrechtsburg entwickelte Zellengewölbe und die vorhangartigen oberen Abschlüsse der Hauptfenster wurden in weitem Umkreis kopiert; teilweise wurden die zunächst für den Profanbereich geschaffenen Formen anschließend sogar im Sakralbau eingeführt.
Hier deutet sich eine Umkehrung des traditionellen künstlerischen Gefälles an, wie sie dann im Laufe des 16. Jahrhunderts immer deutlicher zutage treten sollte. Arnold von Westfalen ist zusätzlich 1471 mit dem neu geschaffenen Amt eines landesherrlichen Oberbaumeisters ausgestattet worden, so dass er als früher Vertreter des neuzeitlichen Berufsbildes des Hofkünstlers auch unter dem Dach des sich formierenden frühneuzeitlichen Territorialstaates seinen Einfluss geltend machen konnte.
Die Albrechtsburg ist tatsächlich nie zu einem Zentrum wettinischer Hofhaltung geworden. Noch während des Baufortgangs vereinbarten die Bauherren 1485 eine Aufteilung ihres Territoriums, der zufolge Meißen an die nun entstehende albertinische Linie der Wettiner fiel. Zwischen 1495 und 1500 wurden die Bauarbeiten während des Innenausbaus in den oberen Nordteilen eingestellt. Erst 1521 ließ der nun in Dresden residierende Sohn Herzog Albrechts, Herzog Georg der Bärtige (1500–1539), diese Bereiche durch Jakob Heilmann fertigstellen. Aus dieser Zeit stammen das Schlingrippengewölbe nach Art des in Prag tätigen Benedikt Ried im zweiten Obergeschoss des Nordostbaus und ein Kamin im darüber liegenden Raum. Damals wurde auch der Bildhauer Christoph Walther I mit der Anfertigung von figürlichen Reliefs für die Brüstungen des Großen Treppenturmes beauftragt, deren Rahmen typische Frührenaissanceformen zeigen.
Die Albrechtsburg gilt als Vorbild für den 1901–1906 entstandenen, mehrflügeligen, fünfgeschossigen Bau des Amtsgerichts Wedding in Berlin.

## Porzellanmanufaktur und heutige Verwendung
Die Albrechtsburg ist nach ihrer Entlassung aus dem Hofzubehör von 1710 bis 1863 als Produktionsstätte der berühmten sächsischen Porzellanmanufaktur genutzt worden.
Erst nach deren Auszug konnte der Bau bis 1870 restauriert werden. Zwischen 1873 und 1885 wurden unter der Oberleitung von Wilhelm Roßmann alle Räume der beiden Hauptgeschosse mit Wandbildern zur Geschichte Sachsens und Meißens geschmückt, eine Kunstgattung, die bei Erbauung des Schlosses mit Sicherheit nicht vorgesehen war. Damals stellten mobile Wandteppiche die komfortabelste und repräsentativste Ausschmückung solcher Räume dar. Die Bilder stammen von 11 Künstlern der Kunstakademie Dresden, darunter Alfred Diethe, Erwin Oehme (Altenburger Prinzenraub, 1455), Julius Scholtz.
Das Schloss gehört heute zu den Staatlichen Schlössern und Gärten in Sachsen und beherbergt ein öffentlich zugängliches Museum.

## Ausstellungen
- 2000: Herzog Albrecht der Beherzte – ein sächsischer Fürst im Reich und in Europa.
- 2010: Der Stein der Weis(s)en – 300 Jahre Mythos Manufaktur Meissen: Die Albrechtsburg als Porzellanschloss.
- 2012: Oben – Kunst und Raum. Skulpturen, Installationen, Bilder vom Künstlerbund Dresden e. V.
- 2012: Verlassene Orte in Meißen – Fotografien von Claus-Dirk Langer.
- 2014: ZB Terzett – 60 x Bildende Kunst, 60 x Literatur, 60 x Das Zündblättchen. Eine Ausstellung von Else Gold
- 2014: Du bist die Kunst! – Faszinierende Mitmach-Illusionen aus China.
- 2015: Prost! – 1000 Jahre Bier in Sachsen.
- 2016: Internationale Porzellanbiennale. seit 2016 aller zwei Jahre
- 2016: Sachsen, wie es Maler sahen. Gemälde sächsischer Städte und Landschaften vom 18.–20. Jh. aus Privatbesitz
- 2017: Ein Schatz nicht von Gold - Benno von Meißen, Sachsens erster Heiliger. Katalog.
- 2018: Zwiesprache – Ernst Barlach & Alexander Dettmar.
- 2018: Wolfram Hänsch – Retrospektive in Bildern und Grafiken & Frank Maasdorf – Skulpturen
- 2019: Bruno Griesel – Maler der Neuen Leipziger Schule. Eine Retrospektive. Katalog.
- 2021: Reichstein – Gotik neu gedacht. Plastiken von Thomas Reichstein.

- 2023: Königsmacher. 1423 – ein Wettiner wird Sachse

## Besucherzahlen
- 2017: 127.746[21]